# アラン・ガルシア (俳優)
アラン・ガルシア（Allan Ernest Garcia、1887年3月11日 - 1938年9月4日）は、アメリカ・サンフランシスコ出身の俳優。主にチャールズ・チャップリンの映画で脇役として活躍した。

## 出演作品
- のらくら（1921年）ベンチで隣合う男・訪問客（二役）
- 名声（1921年）劇中劇の主役
- 給料日（1922年）飲み仲間・警官（二役）
- 黄金狂時代（1925年）鉱山師
- サーカス（1928年）サーカスの団長
- 街の灯（1931年）富豪の執事
- モダン・タイムス（1936年）製鉄会社の社長